# 2000年夏季奥林匹克运动会游泳比赛—女子200米蛙泳
2000年夏季奥林匹克运动会女子200米蛙泳比赛的决赛于2000年9月20日在澳大利亚悉尼举行。最终，匈牙利游泳运动员科瓦奇·阿格奈什获得了此项比赛的冠军。

## 成绩
| 名次 | 运动员                    | 成绩    |
| ---- | ------------------------- | ------- |
|      | 科瓦奇·阿格奈什（匈牙利） | 2:24.35 |
|      | 克里斯蒂·科沃尔（美国）   | 2:24.56 |
|      | 阿曼达·比尔德（美国）     | 2:25.35 |